# Strigoplus albostriatus
Strigoplus albostriatus är en spindelart som beskrevs av Simon 1885. Strigoplus albostriatus ingår i släktet Strigoplus och familjen krabbspindlar. Inga underarter finns listade i Catalogue of Life.